# ランメルスベルク鉱
ランメルスベルク鉱(Rammelsbergite)は、化学式NiAs2のニッケル砒化鉱物である。銀色からスズ白色、赤みがかった色の斜方晶系柱状結晶で、常に塊状になる。モース硬度は5.5、比重は7.1である。
1854年にドイツのザクセン州シュネーベルクを模式産地として発見され、ドイツの化学者、鉱物学者であるカール・フリードリヒ・アウグスト・ランメルスベルクの名前に因んで名付けられた。
中程度の温度の鉱脈の熱水鉱物として産出し、共生鉱物には、スクッテルド鉱、サフロ鉱、砒鉄鉱、紅砒ニッケル鉱、自然ビスマス、自然銀、アルゴドン鉱、砒銅鉱、閃ウラン鉱等がある。